# ドラゴンボールZ3
ドラゴンボールZ3（ドラゴンボールゼットスリー、DRAGON BALL Z3）は2005年2月10日にバンダイから発売されたPlayStation 2用対戦アクションゲームである。『ドラゴンボールZ』のPlayStation 2作品第3弾。
グラフィックや演出などがさらに改良され、劇場版アニメやテレビアニメ『ドラゴンボールGT』のキャラクターが登場している。2012年には日本国外でのみXbox 360とPlayStation 3にてHD画質化してシリーズ第1弾『ドラゴンボールZ』とセットにしたHDコレクションが販売されている。全世界での累計販売本数は2005年3月時点で227万本を記録している。

## 基本操作とシステム
ほとんどのシステムは前々作、前作と同一である。
ここでは変更点のみ記述するため、詳しくはドラゴンボールZ#システムを参照のこと。

### 変更点
基本操作
- 今作では気功波は連射可能。
- 今回は気力ゲージの量により攻撃力も変動。
- 体力ゲージ、気力ゲージのほかに疲労ゲージが存在し、これが上がると究極技の成功率が低下。

スキル
- 打撃タイプのスキルはほとんど削除され、□+×ボタンによりいつでも投げが出せるように変更。
- アイテムスキルはバトル中に×ボタンを押しながら方向キーを下に2回で発動するように変更、アイテムスキルがないときは挑発になる。

### 新たな特殊操作や防御法
避け
相手の攻撃に合わせて×ボタン。その場で相手の攻撃をかわす。1回につき気力ゲージを0.5本消費する。
見極め・見極め攻撃
相手の攻撃に合わせて方向キーを相手方向に押し×ボタン。高速移動で相手の攻撃を回避しつつ、後ろに回りこむ。×ボタンを押してすぐに離すと回り込んだ後、自動で攻撃を加える（見極め攻撃）。1回につき気力ゲージを3本消費。なおミスター・サタン、ビーデル、ウーブの3人は相手の背後に素早く回り込む動きに変更されている。
追い討ち攻撃
相手をふっ飛ばしている最中に○ボタン。方向キーにつき相手を飛ばす方向を打ち分けることができる。1回につき気力ゲージを1本消費する。連続して3回まで使用可能。ハイパーモード中は「ドラゴンラッシュ」に変化。
気弾バースト
1P、2P(CP)で同時に必殺技を発動したときに発動。双方で左・右スティックを回転させて入力を行い、相手の気弾を押し切ったほうが勝利。

### ハイパーモード
□+△+×+○ボタンにより、キャラクターが赤く光りハイパーモードに移行。ハイパーアーマー状態になり、仰け反らなくなる。またこの状態では以下の攻撃が行える上に気力が規定量に満たなくても必殺技を放つことができる。効果中は気力ゲージが自動で減少していき、ゲージがなくなるとハイパーモードが終了し気絶状態になる。
ドラゴンラッシュ
ハイパーモード中に行う追い討ち攻撃。ハイパーモードで相手を吹っ飛ばした時○ボタンを押す。1ターンに1P、2P(CP)がコントローラのボタンを1つ押し、相手と違うボタンを押すことができれば成功、成功率は低くなるが、3ターンまで続けることができる（特定のスキルを付けていると究極技で攻撃できる）。攻撃側が失敗するとその時点で終了する。また1ターン目で攻撃側が失敗すると防御側から反撃を受けてしまう。
究極技
ハイパーモード中に□+△+×+○ボタンを押し、相手に攻撃が当たると発動。端から伸びてくるゲージを、満タンになったタイミングを合わせてボタンを押す。ボタンを押したときのゲージ量が上側に蓄積され、相手と3回したときの合計を比較し、多い側が勝利となる。勝利すれば究極技が成功し、大ダメージを与える事が可能。ゲージのスピードは疲労度により決まり、疲労度が高いとスピードが速くなりゲージが高い位置でボタンを押す事が難しくなるため成功率が下がる。なお失敗すると前作同様ダメージが少なくなる他、ヤムチャの操気弾やゴテンクスのスーパーゴーストカミカゼアタックは相手にダメージを与えるどころか、逆に自分がダメージを受けてしまう。なお天津飯の新・気功砲のみ、失敗した方が自身の反動ダメージも大きくなるが与えるダメージも大きくなる。

## ゲーム内容
ドラゴンユニバース
Z戦士たちで地球やナメック星を飛び回り、強敵と戦いながらキャラクターを育成していくモード。物語の展開により、キャラクターのその後や劇場版や『ドラゴンボールGT』のキャラクターを交えた物語がプレイできる。
対戦
- 1P VS Com
- 1P VS 2P
- Com VS 2P
- Com VS Com

天下一武道会
「初級」「中級」「上級」「セルゲーム」に分かれる。優勝すると特殊スキルや優勝賞金が手に入る。ただし参加人数が2人以上だと賞金は貰えない。今回の「セルゲーム」は舞台を変えリングアウトを無くしている。またポタラやフュージョン等、二人で行えるスキルの発動が可能。
練習
技などの練習できる。
スキル編集
スキルを買ったり、セットしたりできるモード。
オプション
難易度、コントローラ配置等の設定ができる。
ドラゴンアリーナ
強化されたキャラクターと闘うモード。全てのキャラクターを育成することができる。一定の確率で登場する乱入キャラクターを倒すと、特殊スキルがゲットできる他隠しキャラクターが入手可能。
その他
今作よりガイドのキャラクターが話すようになっている。
前作と前々作のデータがあると、隠しキャラクターやアイテムが手に入る（※隠しキャラクターは前作と前々作のデータ存在が絶対の出現方法ではなく、データがなくても必要事項をクリアしていれば本作品だけでも出現する）。
前作にあったオリジナルキャラクター（悟空とミスターサタンが合体したゴタン、フリーザやセルなどを吸収した魔人ブウなど）は廃止された。

## 使用キャラクター
本作から『ドラゴンボール』・『ドラゴンボールGT』・劇場版に登場した一部のキャラクターも登場（クウラは前作の特別版（Z2V）で登場していたが、声と技がフリーザの流用だったため、本作から正式な登場となる）。また、前作までCPU専用だった栽培マンとセルジュニアは本作から操作キャラクターとなった。
- 孫悟空（声優：野沢雅子）
- 少年悟空（声優：野沢雅子）
- 孫悟飯（幼年期）（声優：野沢雅子）
- 孫悟飯（少年期）（声優：野沢雅子）
- 孫悟飯（青年期）（声優：野沢雅子）
- グレートサイヤマン（声優：野沢雅子）
- 孫悟天（声優：野沢雅子）
- ベジータ（声優：堀川りょう）
- トランクス（青年期）（声優：草尾毅）
- トランクス（幼年期）（声優：草尾毅）
- ピッコロ（声優：古川登志夫）
- クリリン（声優：田中真弓）
- 天津飯（声優：鈴置洋孝）
- ヤムチャ（声優：古谷徹）
- ミスター・サタン（声優：郷里大輔）
- ビーデル（声優：皆口裕子）
- 界王神（声優：三ツ矢雄二）
- ウーブ（少年期）（声優：浦和めぐみ）
- ラディッツ（声優：千葉繁）
- ナッパ（声優：飯塚昭三）
- ギニュー（声優：堀秀行）
- リクーム（声優：内海賢二）
- フリーザ（声優：中尾隆聖）
- 人造人間16号（声優：緑川光）
- 人造人間17号（声優：中原茂）
- 人造人間18号（声優：伊藤美紀）
- Dr.ゲロ（声優：矢田耕司）
- セル（声優：若本規夫）
- 魔人ブウ（善）（声優：塩屋浩三）
- 魔人ブウ（悪）（声優：塩屋浩三）
- 魔人ブウ（純粋）（声優：塩屋浩三）
- ダーブラ（声優：大友龍三郎）
- クウラ（声優：中尾隆聖）
- バーダック（声優：野沢雅子）
- ブロリー（声優：島田敏）
- 超一星龍（声優：柴田秀勝）
- 栽培マン（声優：沼田祐介）
- セルジュニア（声優：鈴置洋孝）

### 合体キャラクター
- ベジット（声優：野沢雅子＆堀川りょう）
- ゴジータ（声優：野沢雅子＆堀川りょう）※一部の音声はベジットの流用。
- ゴテンクス（声優：野沢雅子＆草尾毅）
- キビト神（声優：三ツ矢雄二）

### その他のキャラクター
- リングアナウンサー（声優：鈴置洋孝）
- ブルマ（声優：鶴ひろみ）
- 神龍（声優：内海賢二）
- レッドリボン軍総帥（声優：内海賢二）
- パン（声優：皆口裕子）
- キビト（声優：青森伸）
- バビディ（声優：八奈見乗児）
- ナレーション（声優：八奈見乗児）
- 界王様（声優：八奈見乗児）
- カリン様（声優：永井一郎）
- 餃子（声優：江森浩子）
- チチ（声優：渡辺菜生子）
- プーアル（声優：渡辺菜生子）
- ウーロン（声優：龍田直樹）
- バブルス君（声優：龍田直樹）
- ギル（声優：里内信夫）
- 亀仙人（声優：増岡弘）
- ネイル（声優：森功至）
- ミスター・ポポ（声優：松本大）
- 神様（声優：青野武）
- 老界王神（声優：田の中勇）
- 最長老（声優：滝口順平）
- 占いババ（声優：滝口順平）
- ランチ（声優：小山茉美）

## 主題歌
「俺はとことん止まらない!!」（作詞: 森由里子、作曲: 山本健司、歌: 影山ヒロノブ）

## 予約特典
ドラゴンボールレーダーポータブル

## 関連CD
- ドラゴンボールZ3 オリジナルサウンドトラック